# Annie Londonderry
Annie Cohen Kopchovsky (Letônia, 1870 – Nova Iorque, 11 de novembro de 1947), conhecida como Annie Londonderry, foi uma jornalista imigrante que entre 1894 e 1895 deu a volta ao mundo de bicicleta. 

## Vida pessoal
Annie nasceu na Letônia, filha do casal Levi (Leib) e Beatrice (Basha) Cohen e a mais nova entre seus dois irmãos, Sarah e Bennett. Sua família mudou-se para os Estados Unidos em 1875 e tornou-se cidadã ainda criança, cerca de quatro ou cinco anos. A família se estabeleceu em Boston, vivendo em um conjunto habitacional na Rua Spring. 
Em 17 de janeiro de 1887, seu pai faleceu e apenas dois meses depois, sua mãe. Na época, sua irmã Sarah já estava casada e vivendo no Maine com o marido, deixando Annie, com 17 anos e Bennett com 20, encarregados de cuidar dos irmãos mais novos, que nasceram nos Estados Unidos, Jacob, de cerca de 10 anos e Rosa com 8 ou 9 anos. Annie e Bennett se casariam pouco tempo depois e ambos moravam com seus respectivos cônjuges no mesmo apartamento.
Annie se casou em 1888 com Simon "Max" Kopchovsky, um vendedor e o casal teve três filhos nos quatro anos seguintes: Bertha Malkie (Mollie), Libbie, e Simon. Seu irmão Jacob morreu com uma infecção pulmonar aos 17 anos. Seu marido Simon era um judeu ortodoxo devoto, passando a maior parte do tempo estudando a torá na sinagoga, enquanto Annie vendia espaços publicitários para diversos jornais de Boston para sustentar a família.

## Viagem ao redor do mundo

### Inspiração
A inspiração para se lançar em uma volta ao mundo sobre uma bicicleta veio do egresso de Harvard E. C. Pfeiffer, que sob o pseudônimo de Paul Jones, começou a pedalar por volta de fevereiro de 1894, alegando estar tentando uma viagem ao redor do mundo em um ano em uma aposta de US $ 5.000. Duas semanas depois, seus planos foram desmentidos. No final daquele mesmo ano, dois ricos de Boston apostaram 10 mil dólares de que nenhuma mulher daria a volta ao mundo em uma bicicleta. É provável que o médico Albert Reeder fosse um dos apostadores. O outro provavelmente foi o coronel Albert Pope, dono da Pope Manufacturing Company, de Boston e Hartford, que entre outras coisas fabricava bicicletas. 
Em 1887, Thomas Stevens foi o primeiro a dar a volta ao mundo em uma bicicleta. Na década de 1890 havia uma grande procura por bicicletas e para as mulheres ela vinha se tornando uma forma independente de transporte que vinha também mudando a moda de saias e vestidos, saindo os pesados tecidos e entrando ceroulas, saias leves e mais largas.
Annie não seria uma escolha óbvia para a empreitada. A começar por seu nome judeu em um país onde o anti-semitismo se espalhava rapidamente contra os imigrantes. Ela também não tinha experiência e nunca tinha andado de bicicleta até alguns dias antes de sua jornada começar. Annie também era uma mulher de pequeno porte físico, com 1,60m e apenas 45kg. Outro aspecto era o fato de ser casa e mãe de três filhos, um de 5 anos, outro de 3 e um de apenas 2. Desta forma, apoios financeiros eram essenciais para sua viagem. Annie andava em uma bicicleta pela cidade, carregando placas pregadas nela com anúncios da empresa Spring Water Company, famosa por sua água Londonderry Lithia. A empresa pagaria ainda a Annie 100 dólares se ela usasse o nome de "Annie Londonderry" em sua viagem.

### Partida
Cerca de 11 da manhã de 27 de junho de 1894, Annie partiu em sua viagem da frente do edifício sede do governo estadual de Massachusetts. Com 24 anos, usando espartilho, uma saia longa e uma blusa de gola alta, ela carregava consigo uma muda de roupa e uma pistola com cabo perolado para se proteger. A caminho de Chicago, ela optou por circular em rotas públicas indicadas em livros especializados, que indicavam distâncias, condições das estradas, marcos importantes, lugares para comer e hotéis que ofereciam descontos para ciclistas. Era possível também se deparar com outros ciclistas e assim pedalarem juntos. Com tempo bom, Annie conseguia fazer até 16 quilômetros por hora.
Annie chegou a Chicago em 24 de setembro, pesando 20kg a menos, mas querendo continuar a jornada. O inverno se aproximava e ela então percebeu que não conseguiria cruzar as montanhas até São Francisco antes da neve começar a cair. A companhia Sterling Bicycle Co. lhe ofereceu um outro modelo de bicicleta, 20kg mais leve, mas que não tinha freio. Annie aproveitou para trocar a roupa, deixando as saias e usando calças masculinas para poder pedalar melhor.

### Europa e Ásia
Com a mudança no vestuário e uma bicicleta mais leve, Annie estava determinada a completar a volta ao mundo, mesmo tendo apenas 11 meses para retornar a Chicago. Em 24 de novembro de 1894, Annie estava em Nova Iorque e embarcou no navio La Touraine, com destino à costa norte da França, chegando em 3 de dezembro. Infelizmente, Annie ficou presa na burocracia, sua bicicleta foi confiscada pelos oficiais aduaneiros, seu dinheiro retido e a imprensa francesa publicou artigos insultando sua aparência. Com custo, Annie conseguiu seus pertences de volta e pedalou de Paris até Marselha. Apesar de enfrentar mau tempo, ela levou duas semanas, tendo que pegar o trem depois de machucar o pé na estrada.
Annie deixou Marselha no navio Sideney, com apenas 8 meses para retornar a Chicago. A aposta não estipulava uma distância mínima, então ela navegava de porto em porto, percorrendo estradas em cada cidade que chegava. Dessa forma, ela visitou muitos lugares como Alexandria, Colombo, Singapura, Saigon, Hong Kong, Xangai, Nagasaki e Kobe.

### Retorno aos Estados Unidos
No dia 9 de março de 1895, Annie deixou Yokohama, no Japão e avistou a Ponte Golden Gate, em São Francisco, em 23 de março. De lá, ela pedalou para Los Angeles, cruzou o Arizona e o Novo México e chegou a El Paso. Em um determinado momento na estrada ela e outro ciclista quase foram mortos por um cavalo em disparada com uma carroça. Os dois se feriram levemente, mas Annie comentou posteriormente que desmaiou e foi levada para um hospital em Stockton, na Califórnia, onde tossiu sangue por dois dias.
A Southern Pacific Railroad oferecia vários benefícios aos ciclistas em viagem pelo sul da Califórnia e do Arizona e Annie aproveitou todas elas. Havia abrigos onde podiam comer e tomar banho, além de estradas de serviço em boas condições para as bicicletas. De El Paso, ela seguiu para o norte, passando por Albuquerque em 20 de julho de 1895, circulando Denver, em 12 de agosto do mesmo ano. Annie seguiu os trilhos do trem até Nebraska devido às condições das estradas. Próximo a Gladbrook, Iowa, Annie quebrou o pulso quando encontrou uma vara de porcos e foi obrigada a usar uma tala pelo resto da viagem.
Em 12 de setembro de 1895, Annie chegou a Chicago, acompanhada de vários ciclistas que conheceu em Clinton, Iowa e recebeu o prêmio de 10 mil dólares, tendo completado a jornada 14 dias antes do fim do prazo. Quinze meses depois de deixar a cidade, Annie retornou a Boston, em 24 de setembro de 1895. Suas aventuras foram publicadas no jornal New York World em 20 de outubro do mesmo ano, cujo título do artigo era "the Most Extraordinary Journey Ever Undertaken by a Woman". Algumas críticas diziam que ela viajou "com" a bicicleta ao invés de ser "sobre" a bicicleta, mas Annie provou-se uma excelente ciclista. 

## Morte e legado
Annie era uma grande oradora e por onde passava fazia palestras e aparições públicas, algumas vezes exagerando seus feitos e profissão. Era excelente em vender produtos e ideias às pessoas por sua eloquência. Mesmo de volta aos Estados Unidos, nunca parou com as palestras e entrevistas, alegando ter caçado tigres na Índia com a realeza alemã, entre outras aventuras.
Annie faleceu em Nova Iorque, na obscuridade, em 11 de novembro de 1947. 